# 粟田 (野々市市)
粟田（あわだ）は、石川県野々市市の字のひとつ。現行行政地名は粟田一丁目から粟田六丁目。郵便番号は921-8823。

## 概要
金沢市と野々市市役所がある三納に接する野々市市南部地区。
旧富奥村の大字であることから富奥地区に分類される。野々市町と合併の際、粟田新保から粟田に改称した。

## 歴史
- 1889年（明治22年）4月1日 - 周辺13か村との合併による富奥村発足により石川郡富奥村字粟田新保となる。
- 1955年（昭和30年）4月1日 - 野々市町と富奥村の合併により粟田新保から改称し石川郡野々市町字粟田となる。
- 1976年（昭和51年）3月 - 住居表示が野々市町粟田一 〜 六丁目に変更される[4]。

## 世帯数と人口
2018年（平成30年）3月31日現在の世帯数と人口は以下の通りである。
| 丁目       | 世帯数    | 人口    |
| ---------- | --------- | ------- |
| 粟田一丁目 | 344世帯   | 803人   |
| 粟田二丁目 | 265世帯   | 645人   |
| 粟田三丁目 | 467世帯   | 1,068人 |
| 粟田四丁目 | 203世帯   | 500人   |
| 粟田五丁目 | 102世帯   | 227人   |
| 粟田六丁目 | 212世帯   | 598人   |
| 計         | 1,593世帯 | 3,841人 |

## 小・中学校の学区
市立小・中学校に通う場合、学区は以下の通りとなる。
| 丁目       | 番・番地等 | 小学校               | 中学校                 |
| ---------- | ---------- | -------------------- | ---------------------- |
| 粟田一丁目 | 全域       | 野々市市立富陽小学校 | 野々市市立野々市中学校 |
| 粟田二丁目 | 全域       | 野々市市立富陽小学校 | 野々市市立野々市中学校 |
| 粟田三丁目 | 全域       | 野々市市立富陽小学校 | 野々市市立野々市中学校 |
| 粟田四丁目 | 全域       | 野々市市立富陽小学校 | 野々市市立野々市中学校 |
| 粟田五丁目 | 全域       | 野々市市立富陽小学校 | 野々市市立野々市中学校 |
| 粟田六丁目 | 全域       | 野々市市立富陽小学校 | 野々市市立野々市中学校 |

## 施設
- プ・ラ・ラ Aコープ 富奥店
- 北國銀行粟田支店
- 富奥郵便局
- JAののいち営農センター
- あわだ保育園
- JASS-PORT 富奥給油所
- 津田駒工業野々市工場

## 交通

### バス路線
- 北陸鉄道：31番額住宅線
- 加賀白山バス：鳥越線、白峰線
- ののいちバス・のっティ、のんキー

### 道路
- 石川県道179号野々市鶴来線
- 石川県道189号額谷三浦線

## 出身者
- 米林宏昌（アニメ監督）[6]